# Zygmunt Bauman
Zygmunt Bauman, född 19 november 1925 i Poznań, död 9 januari 2017 i Leeds, var en polsk-brittisk sociolog och filosof, verksam som professor vid universiteten i Warszawa, Tel Aviv och Leeds (från 1990 emeritus vid det sistnämnda lärosätet). 
Han blev känd för sina analyser av sambandet mellan moderniteten och Förintelsen. Han var gift med författaren Janina Bauman (född Lewinson; 1926–2009).

## Biografi

### Uppväxt
Bauman växte upp i Poznań i västra Polen i en judisk familj. Vid Nazitysklands ockupation av Polen flydde han tillsammans med sin familj till Sovjetunionen. Han deltog i den kommunistiska ungdomsorganisationen Komsomol och påbörjade 1942 studier i staden Gorkij. 

### Karriär i militär och säkerhetstjänst
1944 blev han inkallad och tjänstgjorde i Moskva som milis-inspektör och senare i den polska armén i Sovjetunionen (Polskie Siły Zbrojne na Wschodzie). Mellan 1945 och 1953 var han verksam i säkerhetstjänsten i det stalinistiska Polen (Korpus Bezpieczeństwa Wewnętrznego), först som politisk-ideologisk instruktör i en lokalavdelning, och blev 1948 chef (major) för en avdelning som arbetade med politisk och ideologisk propaganda. Under perioden 1945–1948 var han samtidigt angivare för den militära underrättelsetjänsten (Informacja Wojskowa) under täcknamnet "Semjon".
1953 tvingades han lämna säkerhetstjänsten på grund av hans pappas kontakter med den israeliska ambassaden i Warszawa i avsikt att få emigrera till Israel.

### Akademisk karriär
Baumann fortsatte sina studier vid universitetet i Warszawa och blev 1954 docent och 1962 professor i sociologi. I samband med oroligheterna 1968 och den därpå följande antisemitiska hetskampanjen förlorade han sin anställning, tvingades ge upp sitt polska medborgarskap och emigrerade till Israel. 1971 erbjöds han en tjänst som professor i sociologi vid universitetet i Leeds. Han pensionerade sig från undervisningen 1990 men fortsatte därefter en omfattande verksamhet som föreläsare och författare med omkring hälften av hans cirka 50 böcker publicerade efter 1990.

## Centrala teman och teser

### Auschwitz och moderniteten
Baumans genomslagsverk var Auschwitz och det moderna samhället, som orsakade en hel del kontroverser vid sin publicering 1989. I boken lägger Bauman fram tesen att Förintelsen har sin grund i hur det moderna samhället fungerar, det var ingen "ond avstickare" utan en konsekvens av hur moderniteten producerar omoral och en övertro på rationalitet och kalkyler.
Han menade också att modernitetens tidsålder är på väg ut och någonting annat är på väg in. I hans äldre verk är detta någonting postmoderniteten, i de nyare en så kallad "flytande modernitet" ("liquid modernity"), en modernitet som gått så långt att den inte längre liknar sig själv, men som ändå inte är postmodernistisk. Essensen i denna flytande modernitet är att det inte finns någon makt stark nog att ensam förändra världen. Alla institutioner, individer och stater är placerade i ett sammanhang vars parametrar för det mesta är antingen okända eller utom de berördas kontroll, eller, vilket är vanligast, bäggedera.

### Individualiseringen
I verket Det individualiserade samhället diskuterar Bauman det hot som individualiseringen utgör mot samhället, för individen själv. Att det i långa loppet leder till en oförmåga till gemensamma lösningar, för samhällsproblem. Den verkliga livsmeningen, som finns i gemensamheten har blivit fördunklad, förvrängd. När banden mellan människor upplöses förloras även en delad mening. Det individuella valet som definieras som friheten, har ett högt pris. Tidsuppfattningen har blivit fragmentarisk i det post-moderna samhället, och ett  sammanhängande liv, där bandet mellan förr, nu och framtid, är löst, och allt är föränderligt. Människan har drabbats av den ständiga föränderlighet, som är karaktäristisk för det post-moderna tillståndet. Detta i sin tur, leder till en benägenhet att leva dag för dag i stunden. Livet känns otryggt, p.g.a. denna föränderlighet, och bristande kontinuitet. I ett sådant scenario, har den ökade individuella friheten ett dyrt pris, att individuellt resa sig själv, men också fallet blir individuellt. Den individualiserade människan upplever i själva verket en vanmakt, menar Bauman, och den upplevda friheten är en utopi, en frihet utan äkta mening eller tillfredsställelse. Det fria valet utan verkliga band till varandra, och solidaritet orsakar en tomhet, som söker sin tillflykt i konsumtionen. Den moderna människan har inte längre tillgång till vad historien, eller kulturen lärt och skapat en grund. Det krävs nya regler i den nya världen, men dessa är odefinierade. Därmed flyter människan i en vilsenhet.

### Etik
I Postmodern etik (1995) skisserar han en etik baserad på antagandet att varje handling får konsekvenser som är omöjliga för den som handlar att förutse; dessa konsekvenser kanske inte ens drabbar den som utlöser dem. Det kan också röra sig om osynliga konsekvenser, såsom i fallet med den globala uppvärmningen. Att använda bilen för att ta sig till och från jobbet är ett exempel på detta. Själva handlingen att en enskild människa sätter sig bakom ratten och förflyttar sig från punkt A till punkt B kanske inte är den direkta orsaken till att planeten blir varmare; däremot är den kumulativa effekten av att många enskilda människor gör det en orsak till detta.
Detta betyder också att alla gamla etos brister och är otillräckliga, eftersom de till stor del bygger på hur man ska agera mot sina medmänniskor och på företeelser som dyker upp i ens vardag. Postmodern etik är ett försök att lägga en grund för en etik som går utom individens omedelbara upplevelse av världen, som tar hänsyn till att vi inte riktigt vet vad som händer om vi gör eller inte gör någonting, eller vet vem, var och hur någon drabbas av det som ändå händer på grund av att vi gör det vi gör.
Det avslutande kapitlet bygger till stor del på Ulrich Becks bok Risksamhället – på väg mot en ny modernitet.

### Grundinkomst
Vid sidan om ovanstående teman var Bauman förespråkare av så kallad basinkomst. Det han försvarade var basinkomst, eller medborgarlön, som en utopisk och samhällsomdanande reform. Bauman uttryckte även skepsis mot tendensen att sälja idén för billigt och lättvindigt och till fel grupper. Han ville kort sagt bevara idén som en radikal kraft: att dess grundläggande ideologiska tankegods inte skall fumlas bort, att den inte skall ekonomiseras och att den inte skall säljas till alltför högerinriktade läger.